# 范德費恩冰流
范德費恩冰流（英語：Van der Veen Ice Stream）是南極洲的冰流，位於瑪麗伯德地，最終注入威蘭斯冰流，由美國南極名稱諮詢委員命名，現時由南極條約體系管理。